# Нордландер, Анна
А́нна Нордла́ндер (швед. Anna Nordlander, 26 марта 1843, Шеллефтео, Вестерботтен — 28 апреля 1879 или 1877, приход Святых Якова и Иоанна) — шведская художница.

## Биография
Анна Нордландер родилась в 1843 г. в Шеллефтео в семье пастора Нильса Нордландера и Анны Марии Естрин. Была младшей из пяти детей, обучалась у гувернантки. Её отец увлекался рисованием для частных лиц, в частности, сохранился выполненный им портрет Нильса Стрёма, ныне хранящийся в церковном архиве Шеллефтео.
В середине XIX в. уделом женщины традиционно считались дом и хозяйство, но Анна Нордландер решила заняться искусством. В 1866 г. она поступила в Королевскую академию свободных искусств — через два года после того, как академия была открыта для женщин. По окончании академии она продолжила своё обучение у Жана-Франсуа Портальса в Брюсселе и Академия Жюлиана в Париже. С 1875 г. вместе с матерью жила в Стокгольме, где открыла свою студию.
Стиль Анны Нордландер — это портреты, природа, народные и мифологические мотивы, в том числе картины из жизни саамов, которых до неё никто не рисовал.
Анна умерла довольно рано, ей едва исполнилось 36 лет. При жизни особым успехом её творчество не пользовалась, интерес к её картинам возник только спустя столетие после её смерти, в 1990-е гг. На волне этого интереса в 1995 г. был основан Музей Анны Нордландер как часть музея Шеллефтео. Здесь хранится около 40 её работ. Её картины также представлены в галерее в Национального музея Швеции. В честь Анны Нордландер основана премия, которая присуждается один раз в два года.

## Галерея

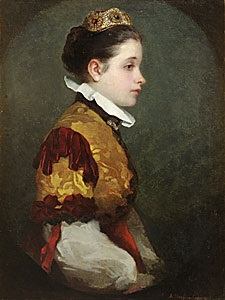
«Девочка в исторической одежде»
«Дерево»
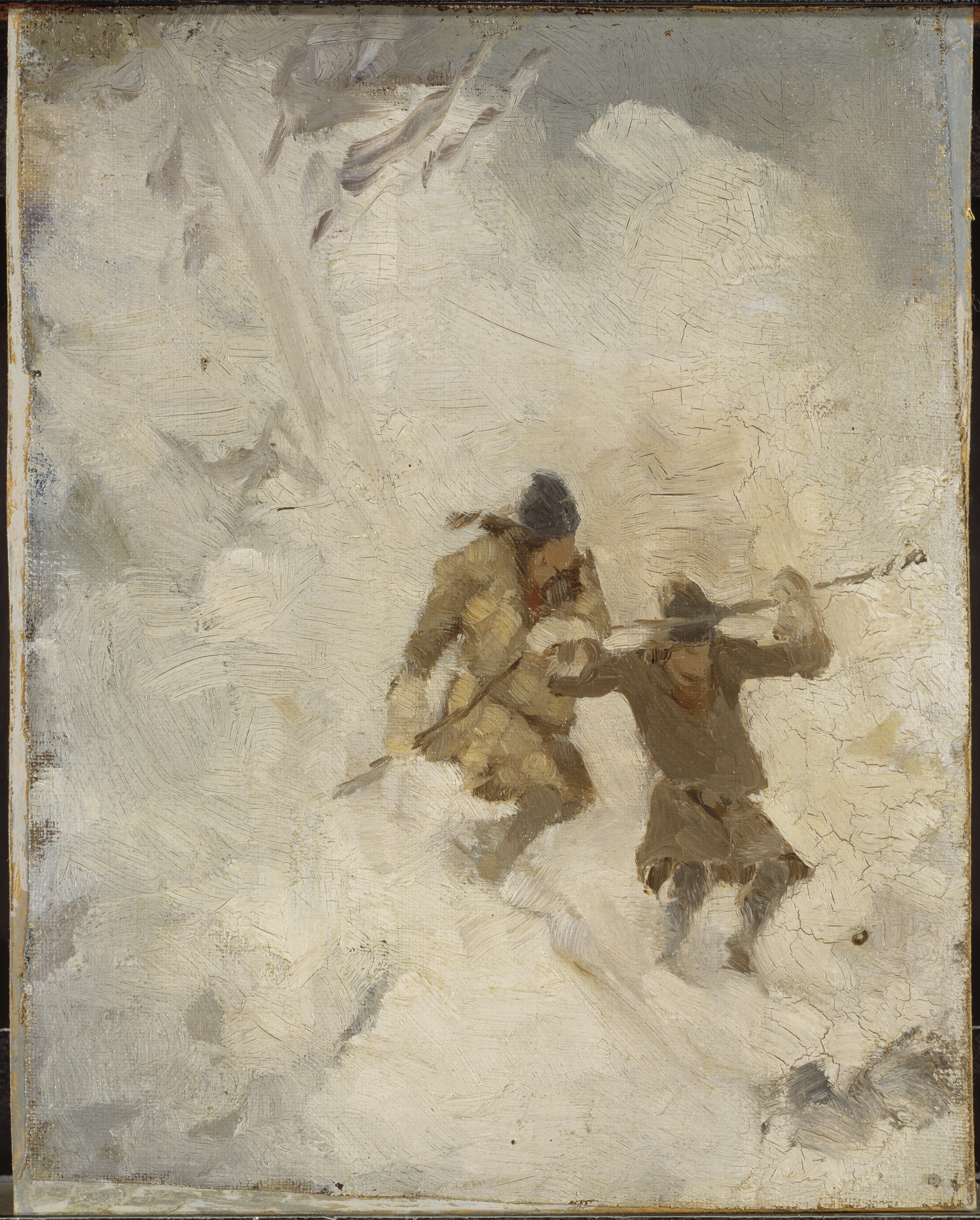
«Два лыжника»
«У люльки»
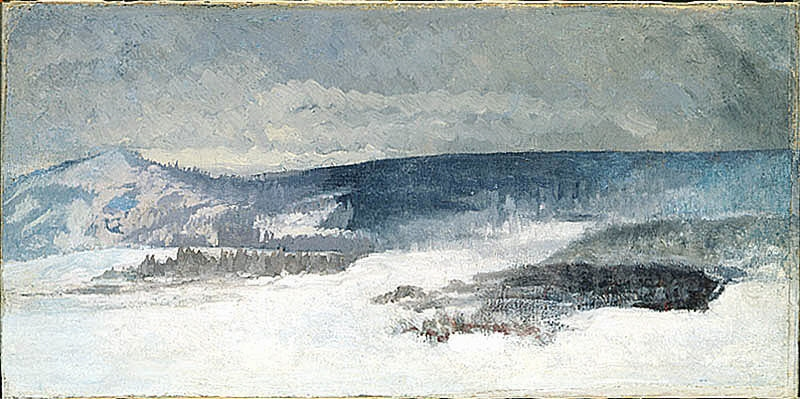
«Северный пейзаж»